# LLVM
LLVM er en compiler-infrastruktur skrevet i C++. LLVM var i starten en forkortelse af Low Level Virtual Machine, men dette ligger nu så langt fra den nuværende funktion, at LLVM officielt ikke længere er et akronym.
LLVM er designet til compile-time-, link-time-, runtime- og "idle-time"-optimering af programmer skrevet i vilkårlige programmeringssprog. I starten blev kun C og C++ implementeret – i dag er der flere sprog, som også kan oversættes med LLVM: Objective-C, Fortran, Ada, Haskell, Java bytecode, Python, Ruby, ActionScript, GLSL og Rust.
LLVM-projektet startede i 2000 ved University of Illinois at Urbana–Champaign, under ledelse af Vikram Adve og Chris Lattner.
LLVM benytter Clang som C/C++-compiler-frontend.